# Familia Flora
Familia Flora este un grup important de asteroid de tip S din centura principală internă, a cărei origini și proprietăți sunt relativ puțin cunoscute la ora actuală. Circa 4-5 % dintre toți asteroizii din centura principală aparțin acestei familii.
Din cauza limitelor sale rău definite și a poziției asteroidului cel mai important, Flora, el însuși la periferie, această familie de asteroizi este uneori denumită familia Ariadna, când 8 Flora nu este integrat în grup, în timpul unei analize (de exemplu analiza WAM făcută de Zappalà et al. în 1995).

## Caracteristici

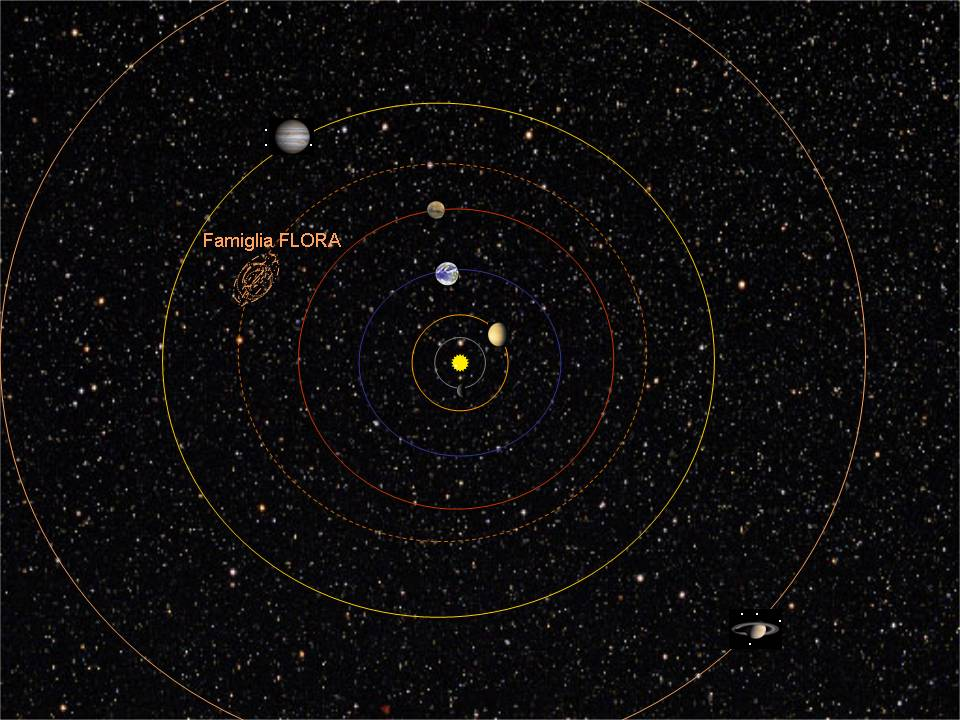
Poziția și structura familiei Flora.

Cel mai mare membru al acestei familii este 8 Flora, al cărui diametru măsoară 140 km și conține vreo 80 % din masa totală a întrergii familii. Totuși, corpul părinte a fost aproape cu siguranță distrus prin impactul (sau impacturile) care au format familia, iar 8 Flora este probabil un agregat gravitațional format din majoritatea bucăților rezultate. 43 Ariadne constituie o bună parte din masa restantă (vreo 9 %), ceilalți membri ai familiei fiind mult mai mici, cu diametre sub 30 km.
O parte notabilă din corpul părinte a fost pierdută de familie după impactul inițial, probabil din cauza fenomenelor ulterioare, precum sunt coliziunile secundare. De exemplu, se estimează că vreo 57% din masa corpului părinte, dar circa 80 % din masa familiei actuale.
Familia Flora este foarte vastă și se amestecă, în mod treptat, cu populația generală  (care este deosebit de densă în această regiune a centurii) încât limitele sale sunt greu definite. Se află și mai multe neuniformități sau lobi, în interiorul familiei, o cauză ar putea fi unele coliziuni secundare ulterioare între membri ai familiei. Este, prin urmare, un exemplu clasic de « clan de asteroizi » (vd. familie de asteroizi). În mod curios, cei mai mari membri ai familiei, 8 Flora și 43 Ariadne, sunt situați aproape de marginile familiei. Cauza acestei distribuții neobișnite a masei, în interiorul familiei, este încă necunoscută.
951 Gaspra, un membru central al familiei, a fost vizitat de sonda Galileo în drum spre Jupiter și este unul dintre cei mai studiați asteroizi. Studiile făcute asupra asteroidului Gaspra sugerează că vârsta familiei este de ordinul a 200 de milioane de ani (după densitatea craterelor), iar corpul părinte ar fi, cel puțin parțial,  diferențiat (după abundența crescută în olivină).
Membrii familiei Flora sunt considerați ca fiind buni candidați pentru a fi corpuri părinți ai meteoriților cu chondrite de tip L, care constitue 38% din toți meteoriții care lovesc Pământul. Această teorie este sprijinită de poziția familiei aproape de zona instabilă de {\displaystyle \nu _{6}\,\!} a rezonanței seculare, și prin faptul că proprietățile spectrale ale membrilor familiei sunt compatibile cu faptul de a fi corpuri părinți ale acestor tipuri de meteoriți. 
Familia Flora a fost una dintre cele prime cinci familii Hirayama descoperite. Ea posedă un mare număr de membri descoperiți precoce, atât pentru că asteroizii de tip S au, în general, albedouri mari, cât și pentru că ea constituie cea mai apropiată de Terra grupare importantă de asteroizi.

## Poziție și talie
O analiza digitală HCM a determinat un mare grup de membri « centrali » ai familiei, ale căror elemente orbitale proprii se situează în limitele aproximative următoare:
|         | ap (Semiaxa majoră) | ep (Excentricitate orbitală) | ip (Înclinație) |
| ------- | ------------------- | ---------------------------- | --------------- |
| Minimum | 2.17 UA             | 0.109                        | 2.4°            |
| Maximum | 2.33 UA             | 0.168                        | 6.9°            |

Limitele familiei sunt totuși  foarte indistincte. În epoca actuală, plaja variației elementelor orbitale oscultatoare ale acestor membri centrali este:
|         | ac (Semiaxa majoră) | ec (Excentricitate orbitală) | ic (Înclinație) |
| ------- | ------------------- | ---------------------------- | --------------- |
| Minimum | 2.17 UA             | 0.053                        | 1.6°            |
| Maximum | 2.33 UA             | 0.224                        | 7.7°            |

Analiza făcută de Zappala în 1995a găsit 604 de membri centrali și 1027 într-un grup lărgit. O cercetare  făcută în 1995 pe o bază recentă de elemente proprii, care conține 96.944 de asteroizi a găsit 7.438 de obiecte situate în regiunea de formă dreptunghiulară definită de primul dintre cele două tabele de mai sus. Totuși, această regiune cuprinde și părți ale familiilor de asteroizi Vesta și Nysa în unghiuri, în consecință o estimare mai realistă este de 4.000 până la 5.000 de obiecte (en gros). Aceasta semnifică faptul că familia Flora reprezintă 4-5 % dintre toți asteroizii din centura principală.

## Intruși
Din cauza marii densități din această zonă a centurii, ne-am aștepta ca un mare număr de intruși (asteroizi fără niciun raport cu coliziunea  care a format familia) să fie prezenți. Totuși, au putut fi identificați puțini, întrucât intrușii sunt dificil de distins de membrii familiei, deoarece aceasta are același tip spectral S ca și cel care domină centura principală internă în ansamblu. Cei câțiva intruși care au fost identificați sunt toți de talie mică, și prin inspecția bazei de date a Planetary Data System pentru membrii non S. Ei cuprind 298 Baptistina, 422 Berolina, 2093 Genichesk, 2259 Sofievka (cel mai mare, cu un diametru de 21 km), 2952 Lilliputia, 3533 Toyota, 3850 Peltier, 3875 Staehle, 4278 Harvey, 4396 Gressmann și 4750 Mukai.